# Anatomická pinzeta

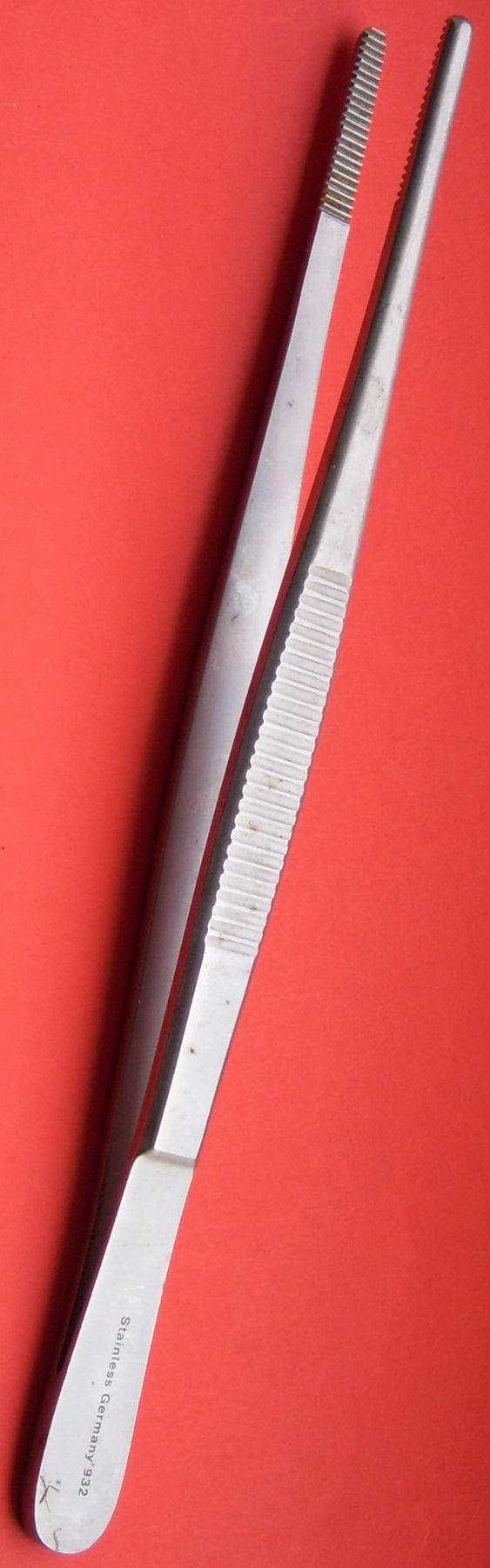
Rovná anatomická pinzeta

Anatomická pinzeta je lékařský nástroj, sloužící k manipulaci s tkání, zejména k usnadnění separace tenkých a jemných struktur typu nervů či cév, metodou tzv. tupé preparace. Na rozdíl od běžné pinzety má anatomická pinzeta vroubkované čelisti, které mohou být přímé nebo zahnuté. Toto vroubkování slouží k zajištění pevnějšího úchopu. Na rozdíl od chirurgické pinzety, která slouží k uchopení hrubších tuhých struktur, jako kůže, sliznice, fascie, nemá v úchopové části ostré bodce (kolmé či šikmé do sebe zapadající ozubce) – nepoškozuje tedy uchopenou tkáň a je také používána při studiu anatomie, aby se zabránilo zničení preparátů.
Anatomickou pinzetu je možné zakoupit v lékárně či v prodejně zdravotnických potřeb.

## Nejobvyklejší provedení chirurgických pinzet
- Adlerkreutz
- Adson (podle Alfreda Washingtona Adsona)
- Adson-Brown (podle Alfreda Washingtona Adsona a Jamese Barretta Browna)
- Bonney
- Brophy
- Cushing
- Duehrssen
- Gerald
- Gillies
- Lane
- Micro-Adson
- Potts-Smith
- Semken
- Stille
- Taylor
- Waugh